# Tyler Toffoli
Tyler Anthony Toffoli (* 24. April 1992 in Scarborough, Ontario) ist ein kanadischer Eishockeyspieler, der seit Juli 2024 bei den San Jose Sharks in der National Hockey League unter Vertrag steht. Zuvor verbrachte der Flügelstürmer sieben Jahre bei den Los Angeles Kings, mit denen er im Jahre 2014 den Stanley Cup gewann, und stand zudem bereits für die Vancouver Canucks, Canadiens de Montréal, Calgary Flames, New Jersey Devils und Winnipeg Jets auf dem Eis. Mit der kanadischen Nationalmannschaft errang er bei den Weltmeisterschaften der Jahre 2015 und 2023 jeweils die Goldmedaille.

## Karriere
Toffoli begann seine Karriere bei den Toronto Junior Canadiens in der Greater Toronto Hockey League, wo er in seiner finalen Saison 174 Punkte in 83 Spielen erzielte und damit in der Scorerwertung vor Jeff Skinner und Tyler Seguin stand. In der OHL Priority Selection wurde er 2008 an siebter Gesamtposition ausgewählt.

### Ontario Hockey League
Er spielte daraufhin für die Ottawa 67’s in der Ontario Hockey League und war in seiner Debütsaison 2008/09 punktbester Rookie der Mannschaft. Nach Abschluss der regulären Saison wurde er daraufhin ins First All-Rookie Team der Liga gewählt. In der folgenden Saison steigerte er seine Punktausbeute auf 79 Punkte und war erstmals unter den besten 20 Scorern der OHL. Zudem erzielte er im All-Star Game der OHL fünf Torvorlagen. Anschließend wurde er zum CHL Top Prospects Game eingeladen, bei dem jährlich die 40 hoffnungsvollsten Talente für den NHL Entry Draft gegeneinander antreten. Im NHL Entry Draft 2010 wurde Toffoli schließlich in der zweiten Runde an 47. Position von den Los Angeles Kings ausgewählt.
In der Saison 2010/11 gelang es dem ihm, erstmals die Marke von 50 Toren und 100 Punkten zu durchbrechen. Toffoli schloss die Saison mit 108 Punkten gleichauf mit Jason Akeson als erfolgreichster Scorer der Liga ab und erhielt dafür die Eddie Powers Memorial Trophy. Da er in der Juniorenliga hauptsächlich als rechter Flügelstürmer spielte, erhielt er zudem die Jim Mahon Trophy als bester Scorer auf dieser Position. Zudem war er mit 57 Treffern bester Torschütze der OHL. Am Ende der Saison wurde er daraufhin ins First All-Star Team der Liga gewählt. Nach dem frühen Ausscheiden der 67’s aus den Play-offs gab Toffoli am 10. April 2011 sein Profidebüt für das Farmteam der Kings, die Manchester Monarchs, in der American Hockey League und erzielte dabei sein erstes Tor. Acht Tage später unterschrieb er einen Einstiegsvertrag über drei Jahre mit den Los Angeles Kings.
Zur Saison 2011/12 kehrte Toffoli noch einmal zu den Ottawa 67’s in die OHL zurück und war mit 100 Scorerpunkten erneut bester rechter Flügelstürmer der Liga. Insgesamt schloss er die Saison zwei Punkte hinter Michael Sgarbossa als zweitbester Scorer ab und war erneut bester Torschütze der OHL. Damit wurde er erneut ins First All-Star Team gewählt.

### NHL

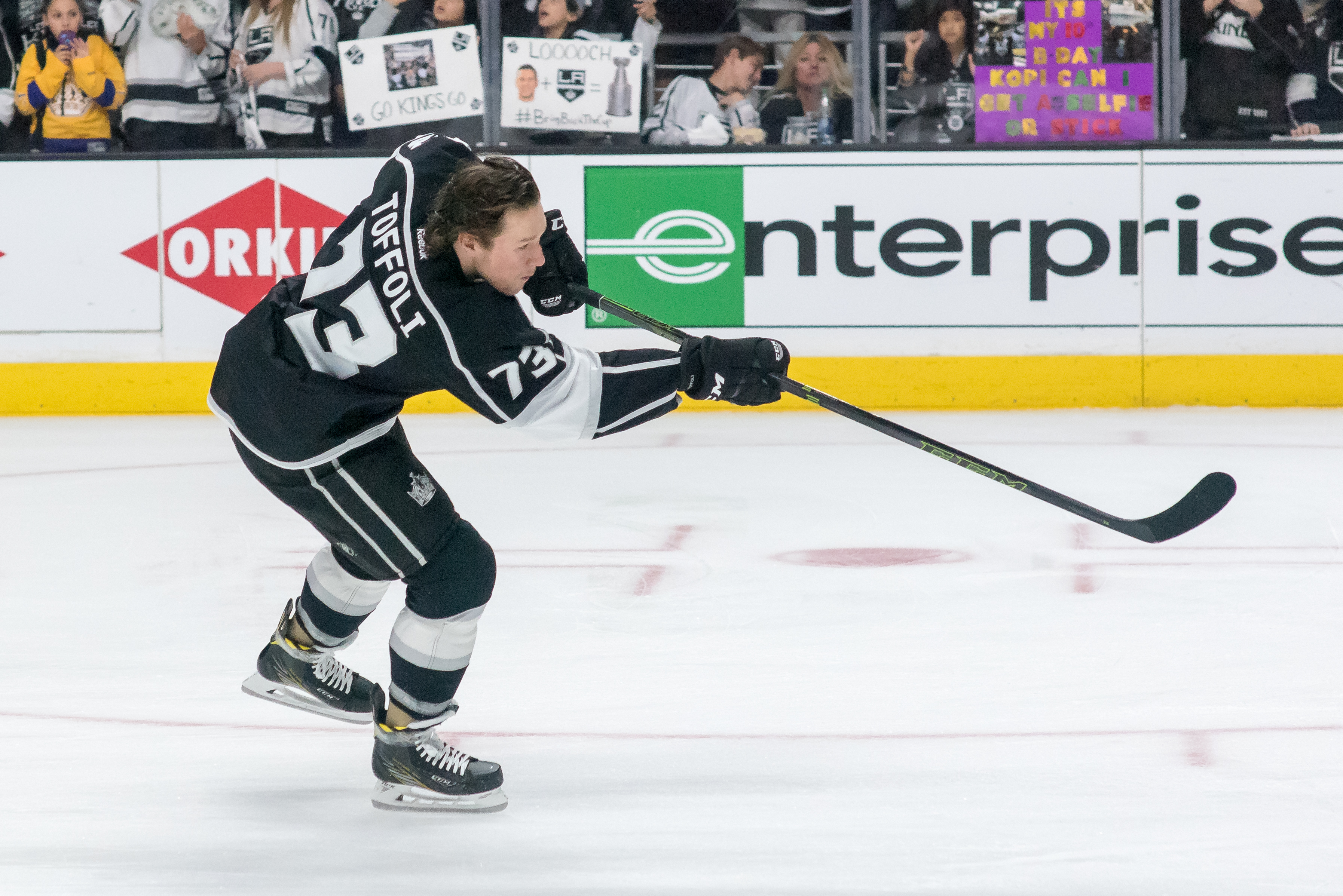
Toffoli im Trikot der Los Angeles Kings (2016)

Nach vier Jahren in der OHL wechselte Toffoli zur Saison 2012/13 endgültig in die American Hockey League, wo er für die Manchester Monarchs auflief. In seiner Rookiesaison erzielte er daraufhin 28 Tore und 51 Punkte in 58 Einsätzen. Damit stand er bei Toren und Scorerpunkten unter den besten fünf Rookies der Liga. Zudem erzielte er zwei Hattricks gegen die Portland Pirates und nahm am AHL All-Star Classic 2013 teil. Am Ende der Saison wurde Toffoli schließlich ins AHL All-Rookie Team gewählt und erhielt eine Woche später den Dudley „Red“ Garrett Memorial Award als Rookie des Jahres. Parallel gab er im Laufe der Saison sein NHL-Debüt für die Los Angeles Kings und erzielte in zehn Spielen fünf Punkte. In den Play-offs stand er schließlich dauerhaft im Kader der Kings und etablierte sich dort auch über die Saison hinaus.
2014 gewann Toffoli mit den Kings den Stanley Cup sowie 2016 den jedoch nicht offiziell vergebenen NHL Plus/Minus Award. Nach sieben Jahren in Los Angeles wurde er im Februar 2020 an die Vancouver Canucks abgegeben. Im Gegenzug erhielten die Kings Tim Schaller, Tyler Madden, ein Zweitrunden-Wahlrecht für den NHL Entry Draft 2020 sowie ein konditionales Viertrunden-Wahlrecht für den NHL Entry Draft 2022. In Vancouver beendete er die Spielzeit 2019/20, ehe sein auslaufender Vertrag nicht verlängert wurde, sodass er sich im Oktober 2020 als Free Agent den Canadiens de Montréal anschloss. In der frankokanadischen Metropole unterzeichnete er einen Vierjahresvertrag, der ihm ein durchschnittliches Jahresgehalt von 4,25 Millionen US-Dollar einbringen soll. Mit den Canadiens erreichte er in den Playoffs 2021 sein zweites Stanley-Cup-Finale, unterlag dort allerdings den Tampa Bay Lightning mit 1:4.
Nach etwa eineinhalb Jahren in Montréal wurde Toffoli im Februar 2022 an die Calgary Flames abgegeben. Im Gegenzug erhielten die Canadiens Tyler Pitlick, Emil Heineman, ein Erstrunden-Wahlrecht im NHL Entry Draft 2022 sowie ein Fünftrunden-Wahlrecht im NHL Entry Draft 2023. Sollte sich das Erstrunden-Wahlrecht unter den ersten zehn Plätzen befinden, können die Flames sich entscheiden, stattdessen das Erstrunden-Wahlrecht des Folgejahres und ein zusätzliches Viertrunden-Wahlrecht im NHL Entry Draft 2024 abzugeben. Dies erfüllte sich jedoch letztlich nicht. Im Trikot der Flames verzeichnete der Angreifer in der Saison 2022/23 mit 73 Punkten aus 82 Partien seine bisher beste persönliche Statistik und wurde zudem Topscorer seines Teams, das die Playoffs jedoch knapp verpasste. Anschließend gaben ihn die Flames im Juni 2023 an die New Jersey Devils ab und erhielten im Gegenzug Jahor Scharanhowitsch sowie ein Drittrunden-Wahlrecht im NHL Entry Draft 2023. Von den Devils wiederum gelangte der Kanadier bereits im März 2024 zu den Winnipeg Jets, die dafür ein Zweitrunden-Wahlrecht im NHL Entry Draft 2025 sowie ein Drittrunden-Wahlrecht im NHL Entry Draft 2024 nach New Jersey schickten. Dort beendete er die Spielzeit und wechselte anschließend im Juli 2024 als Free Agent zu den San Jose Sharks, die ihn mit einem Vierjahresvertrag ausstatteten, der ihm ein durchschnittliches Jahresgehalt von sechs Millionen US-Dollar einbringen soll.

### International
Tyler Toffoli vertrat die Mannschaft seiner Heimatprovinz Ontario bei der World U-17 Hockey Challenge 2009 und gewann die Goldmedaille. Gleiches gelang ihm bei den Weltmeisterschaften 2015 in Tschechien sowie 2023 in Finnland und Lettland.

## Erfolge und Auszeichnungen
| - 2009 OHL All-Rookie Team - 2010 Teilnahme am CHL Top Prospects Game - 2011 OHL First All-Star Team - 2011 Eddie Powers Memorial Trophy (gemeinsam mit Jason Akeson) - 2011 Jim Mahon Memorial Trophy (gemeinsam mit Jason Akeson) - 2012 OHL First All-Star Team | - 2012 Jim Mahon Memorial Trophy - 2013 Teilnahme am AHL All-Star Classic - 2013 AHL All-Rookie Team - 2013 Dudley „Red“ Garrett Memorial Award - 2014 Stanley-Cup-Gewinn mit den Los Angeles Kings - 2016 NHL Plus/Minus Award (nicht offiziell vergeben) |

### International
- 2009 Goldmedaille bei der World U-17 Hockey Challenge
- 2015 Goldmedaille bei der Weltmeisterschaft
- 2023 Goldmedaille bei der Weltmeisterschaft

## Karrierestatistik
Stand: Ende der Saison 2024/25

### International
Vertrat Kanada bei:
- World U-17 Hockey Challenge 2009
- Weltmeisterschaft 2015
- Weltmeisterschaft 2023

(Legende zur Spielerstatistik: Sp oder GP = absolvierte Spiele; T oder G = erzielte Tore; V oder A = erzielte Assists; Pkt oder Pts = erzielte Scorerpunkte; SM oder PIM = erhaltene Strafminuten; +/− = Plus/Minus-Bilanz; PP = erzielte Überzahltore; SH = erzielte Unterzahltore; GW = erzielte Siegtore; 1 Play-downs/Relegation; Kursiv: Statistik nicht vollständig)